# Shelley Berkley
Rochelle "Shelley" Berkley, nata Levine (New York, 20 gennaio 1951), è una politica statunitense, sindaca di Las Vegas dal 4 dicembre 2024 ed in precedenza membro della Camera dei Rappresentanti per lo stato del Nevada dal 1999 al 2013.

## Biografia
Nata a New York in una famiglia di origini russe e greche, la Berkley si trasferì a Las Vegas per lavorare come avvocato. In seguito entrò in politica con il Partito Democratico e servì all'interno della legislatura statale del Nevada.
Nel 1998 si candidò alla Camera dei Rappresentanti per il seggio del repubblicano John Ensign, candidatosi al Senato. La Berkley riuscì a vincere e da allora venne rieletta altre sei volte. Nel 2012 si candidò al Senato contro il repubblicano in carica Dean Heller, ma perse le elezioni per un solo punto percentuale e dovette abbandonare il Congresso dopo quattordici anni di servizio.
La Berkley faceva parte della New Democrat Coalition e fu una degli 81 democratici del Congresso a votare a favore dell'invasione dell'Iraq.